# Сара Норденстам
Сара Марія Евеліна Нурденстам  (норв. Sara Maria Evelina Nordenstam, 28 лютого 1983) — норвезька плавчиня, олімпійська медалістка.

## Виступи на Олімпіадах
| Олімпіада  | Дисципліна                      | Місце |
| ---------- | ------------------------------- | ----- |
| Пекін 2008 | плавання на 200 метрів брасом   | 3     |
| Пекін 2008 | 200 метрів, комплексне плавання | 23    |
| Пекін 2008 | 400 метрів, комплексне плавання | 18    |